# Conflict: Vietnam
Conflict: Vietnam é um jogo eletrônico de tiro tático em terceira pessoa  desenvolvido pela Pivotal Games e publicado pela Global Star Software e SCi Games em 3 de setembro de 2004 para PlayStation 2, Xbox e Microsoft Windows. É o terceiro título da série de jogos de tiro em terceira pessoa Conflict. Versões para celulares e N-Gage também foram lançadas. A versão N-Gage foi portada para o Nintendo DS como Operation Vietnam.
Durante a Guerra do Vietnã, em Conflict: Vietnam o jogador assume o controle de um esquadrão de quatro soldados da 101ª Divisão Aerotransportada que foram perdidos de sua unidade após o início da Ofensiva do Tet em 1968.

## Jogabilidade
A série Conflict é louvada pela sua jogabilidade táctica baseada em esquadrões, pelas missões bem esquematizadas e IA inimiga astuta.
O modo multijogador permite que dois jogadores controlem dois dos quatro homens do esquadrão e enfrentem membros do Viet Cong (VC) e forças do Exército do Vietnã do Norte (NVA).
O objetivo principal do modo história do jogo é regressar ao território amigável com todos os membros do esquadrão vivos.
Ao contrário dos dois títulos anteriores da série Conflict ambientados na Guerra do Golfo, com desertos, dunas e campos abertos, a ambientação de Conflict: Vietnam é repleta de florestas fechadas, terreno hostil e inimigos vietcongues "invisíveis", ao mesmo tempo determinados e implacáveis e a atenção do jogador deve ser redobrada durante as missões nas selvas do Vietnã, com terrenos repletos de armadilhas que fazem subir os níveis de perigo das missões. As 14 missões do jogo consistem em tarefas de busca e destruição, defesa de bases americanas, salvar reféns em aldeias, rastejar através de selvas e túneis, fugir de ataques de napalm, manejar armas, lanchas fortemente blindadas e nas missões finais, lutar na sangrenta Batalha de Huế.
A adaptação aos cenários é essencial à sobrevivência. O esquadrão possui um vasto arsenal à sua disposição, como barcos e armamento abandonado pelos vietcongues. O cenário de selva e guerrilha incluem armadilhas inimigas mortais, como minas, poços com estacas e granadas despoletadas por arames rasteiros estão à espera dos soldados mais desprevenidos e podem terminar com a missão num instante.
O arsenal de armas do jogo é grande, várias armas, veículos e tanques do período da guerra do Vietnã e da Guerra Fria estão disponíveis. As armas incluem os rifles M16, CAR-15, a metralhadora M60, o lança granadas M79 (conhecido como Blooper) e a AK-47 e suas variantes. Alguns tanques como o estadunidense M48 Patton e o soviético T-34 também estão presentes, embora apenas o primeiro esteja disponível para o jogador. O veículo blindado anti-tanque americano M50 Ontos também é jogavel na última missão do jogo. Apesar de cada membro do esquadrão utilizar uma arma específica, o jogador é livre para escolher a arma que quiser, trocar armas com os outros membros do esquadrão, alterar granadas e outros itens no inventário, incluindo armas vietnamitas de origem soviética. Na primeira missão o jogador participa de uma série de treinamentos, práticas de tiro e comandos de ordem. O jogador também pode fazer missões secundárias navegando pelo cenário e conversando com soldados. O cumprimento de objetivos primários e secundários abilita pontos para o jogador aumentar as habilidades de combate de cada membro do esquadrão.